# Die großen 10
Die großen 10 (auch bekannt als Die großen zehn) war eine zwischen Jänner 1983 und Ende 1993 ausgestrahlte Sendung des ORF-Fernsehens.
Die Sendung wurde einmal im Monat im Sonntag-Vorabendprogramm um 17:45 Uhr ausgestrahlt und erzielte in den 1980er Jahren hohe Einschaltquoten, weil sie Videoclips zeigte, was in der damaligen Fernsehlandschaft vor der flächendeckenden Einführung von Kabelfernsehen, vor dem Start von Privatfernsehen und gut ein Jahrzehnt vor der massenhaften Verbreitung von privatem Satellitenempfang anderswo kaum möglich war.
Als Die großen 10 am 30. Jänner 1983 das erste Mal auf Sendung ging (Nummer 1 waren Culture Club mit Do You Really Want to Hurt Me), war das Format schon erprobt, da Udo Huber zu diesem Zeitpunkt bereits ein Jahr lang die Radio-Sendung Hit wähl mit sehr erfolgreich moderiert hatte.
Jede Ausgabe wurde in einer anderen österreichischen Diskothek vor Publikum aufgezeichnet. Zwischen den (fast nie ganz ausgespielten) Clips begrüßte der Moderator Stargäste. Udo Huber, der bald den Spitznamen „Mr. Hitparade“ verliehen bekam, blieb zehn Jahre lang der Präsentator, bis er 1993 von Dominic Heinzl abgelöst wurde. Kurz danach wurde die Sendung eingestellt.

Die letzte vorgestellte Nummer eins war in der Sendung vom Dezember 1993 I’d Do Anything for Love (But I Won’t Do That) von Meat Loaf.
Die großen 10 war eine der ersten Sendungen des ORF, die von der Werbeindustrie (vor allem von Coca-Cola) massiv direkt gesponsert wurden. Als prägnante Signation des Programms diente Just Around the Corner von Herbie Hancock.